# South Riding (Virginie)
South Riding est une census-designated place située dans le comté de Loudoun, dans l’État de Virginie, aux États-Unis. Lors du recensement de 2020, elle comptait 33 877 habitants.